# Laura Agront
Laura Agront-Hobbs (* 14. März 1965 in Aguada) ist eine ehemalige Leichtathletin aus Puerto Rico, die auf den Hochsprung spezialisiert war.

## Sportliche Karriere
Agront-Hobbs nahm bei den Olympischen Sommerspielen 1984 am Hochsprung-Wettbewerb teil. Mit einer übersprungenen Höhe von 1,80 m schied sie in der Qualifikation aus und erreichte insgesamt Platz 22.
Bei den Zentralamerika- und Karibikmeisterschaften 1985 in Nassau (Bahamas) gewann sie mit übersprungenen 1,75 m Bronze; gleiches gelang ihr bei den Zentralamerika- und Karibikspielen 1986 in Santiago de los Caballeros mit übersprungenen 1,79 m.

## Persönliche Bestleistung
- Hochsprung: 1,83 m, 2. Juni 1984 in San Juan (Puerto Rico)

## Privates
Agront-Hobbs wuchs auf in Puerto Rico. Mit 20 Jahren erhielt sie ein Leichtathletik-Stipendium der University of Alabama; dort studierte sie Spanisch und Englisch. Sie ist heute als Sprachlehrerin an der Pace Academy in Atlanta tätig.